# 수원 역대 목민관 송덕비군
수원 역대 목민관 송덕비군은 대한민국 경기도 수원시 영통구 이의동에 있다. 1998년 9월 17일 수원시의 향토유적 제3호로 지정되었다.

## 개요
수원의 역대 관리들의 불망비 및 선정비로서 옛 사람들은 오래 기억하고 널리 기릴 일이 있을 때 돌에 그 뜻을 새기어 두루 읽고 나누었다. 수원역대목민관 송덕비들은 원래 수원지역 곳곳에 흩어져 있던 것을 노송지대에 모아 두었다가 현재 수원박물관 야외 전시장에 27기, 수원화성박물관 야외 전시장에 10기가 보존 전시되고 있다.